# Male Srakane (Mali Lošinj)
Pour les articles homonymes, voir Male Srakane.
Male Srakane est une localité de Croatie située sur l'île de Male Srakane et dans la municipalité de Mali Lošinj, comitat de Primorje-Gorski Kotar. En 2001, la localité comptait 2 habitants.

## Démographie
| 1948 | 1953 | 1961 | 1971 | 1981 | 1991 | 2001 |
| ---- | ---- | ---- | ---- | ---- | ---- | ---- |
| 49   | 56   | 17   | 2    | 2    | 1    | 2    |